# One (band)
De boyband One komt uit Cyprus. 
De groep werd in 1999 gevormd door de beroemde componist Georges Theofanous die alle tekst en muziek voor de band schrijft. In juli van hetzelfde jaar brachten ze hun eerste single uit, een eerste album volgde in oktober. 
Eind 2001 vroeg de Cypriotische televisie de groep mee te doen aan het Eurovisiesongfestival 2002 (zie ook: Cyprus en het Eurovisiesongfestival). Ze stemden toe en Georges Theofanous schreef het lied "Gimme" speciaal voor de gelegenheid. Nadat ze een zesde plaats op het festival behaalden werden ze enorme sterren in zowel Cyprus als Griekenland. 
One bestond uit Constantinos Christoforou, Demetres Koutsavlakis, Philippos Constantinos, Argyris Nastopoulos en Panos Tserpes. In 2003 verliet Constantinos Christophorou de groep. Het jaar daarop besloot de groep helemaal te stoppen.
1981: Island · 
1982: Anna Vissi · 
1983: Stavros & Konstandina · 
1984: Andy Paul · 
1985: Lia Vissi · 
1986: Elpida · 
1987: Alexia · 
1989: Fani Polymeri & Yiannis Savvidakis · 
1990: Haris Anastasiou · 
1991: Elena Patroklou · 
1992: Evridiki · 
1993: Zimboulakis & Van Beke · 
1994: Evridiki · 
1995: Alexandros Panayi · 
1996: Constantinos Christoforou · 
1997: Hara & Andreas Konstantinou · 
1998: Michalis Hatzigiannis · 
1999: Marlain · 
2000: Voice · 
2002: One · 
2003: Stelios Konstantas · 
2004: Lisa Andreas · 
2005: Constantinos Christoforou · 
2006: Annet Artani · 
2007: Evridiki · 
2008: Evdokia Kadi · 
2009: Christina Metaxa · 
2010: Jon Lilygreen & The Islanders · 
2011: Christos Mylordos · 
2012: Ivi Adamou · 
2013: Despina Olympiou · 
2015: Giannis Karagiannis · 
2016: Minus One · 
2017: Hovig · 
2018: Eleni Foureira · 
2019: Tamta · 
2021: Elena Tsagrinou · 
2022: Andromache · 
2023: Andrew Lambrou · 
2024: Silia Kapsis · 
2025: Theo Evan